# 第1師団 (イギリス軍)
第1師団（だい1しだん、英語: 1st (United Kingdom) Division）は、イギリス陸軍の師団のひとつ。野戦軍隷下にあり、ノース・ヨークシャー州ヨークのインパール兵営に師団司令部を置く。
イギリス陸軍再編計画「アーミー2020」で、2014年に在ドイツ駐留の第1機甲師団から改編された。

## 編制

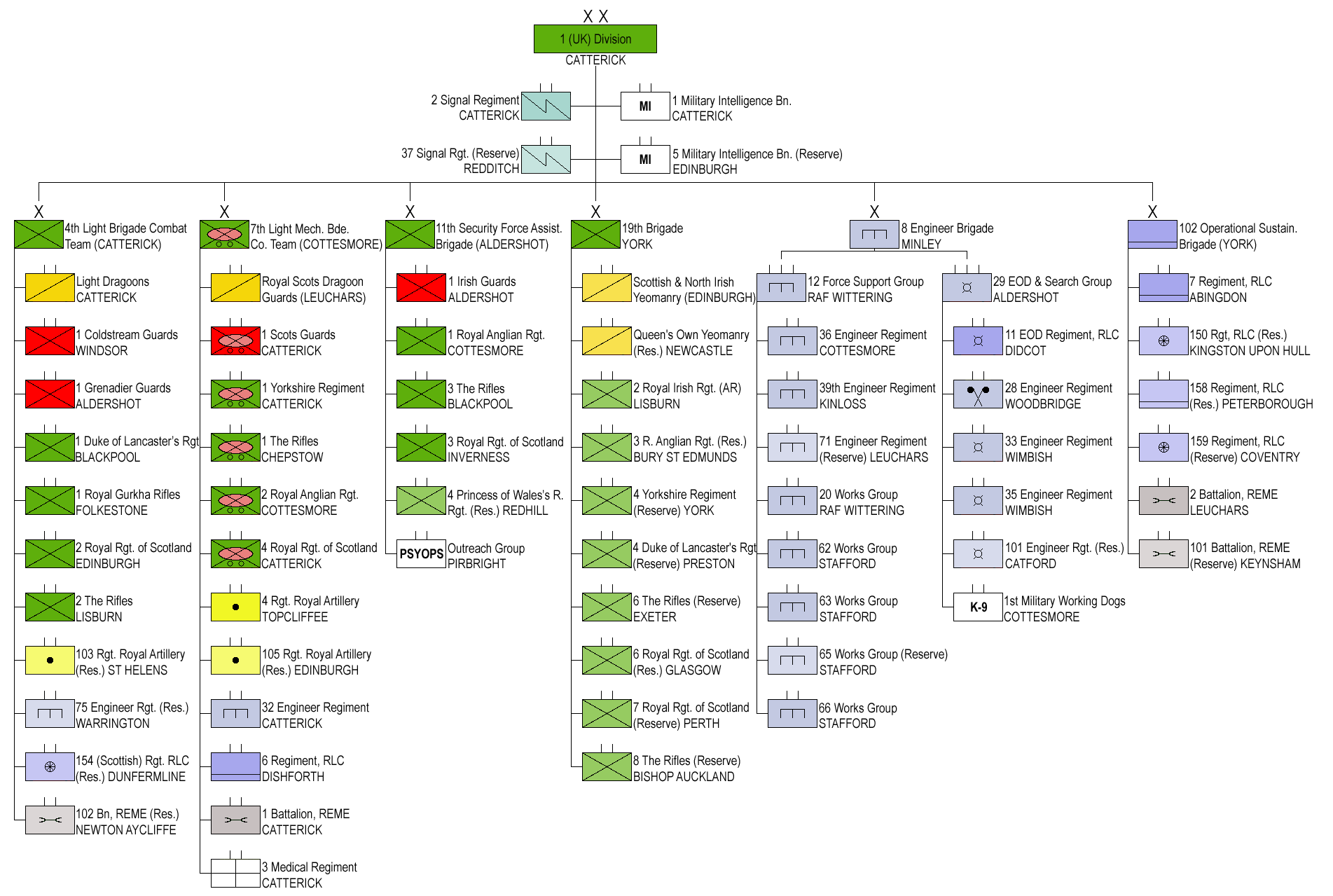
フューチャーソルジャーでの編制図

2021年に発表された「フューチャーソルジャー」に基づく再編後の編制は以下のとおりとなる。
なお、この再編により師団司令部が2028年までにノース・ヨークシャーのキャタリック駐屯地への移転が予定されている。
- 師団直轄部隊
  - 第1軍事情報大隊（ノース・ヨークシャー・リッチモンド（英語版）：キャタリック駐屯地）
  - 第5軍事情報大隊（英語版）（ノース・ヨークシャー・リッチモンド：キャタリック駐屯地）
  - 第2通信連隊（英語版）（ノースヨークシャー・ヨーク：インパール兵営（英語版））
  - 第37通信連隊（英語版）（ウスターシャー・レディッチ）
- 第4軽旅団戦闘団（英語版）（ノース・ヨークシャー・リッチモンド：キャタリック駐屯地）
  - 軽竜騎兵連隊（英語版）（ノース・ヨークシャー・リッチモンド：キャタリック駐屯地）
  - コールドストリームガーズ第1大隊（バークシャー・ウィンザー：ヴィクトリア兵営（英語版））
  - グレナディアガーズ第1大隊（ハンプシャー・オールダーショット：オールダーショット駐屯地（英語版））
  - デューク・オブ・ランカスターズ連隊第1大隊（英語版）（チェシャー・チェスター：デール兵営（英語版））
  - ザ・ライフルズ第2大隊（英語版）（アントリム県・リスバーン：ティプヴァル兵営（英語版））
  - ロイヤル・グルカ・ライフルズ第1大隊（英語版）（ブルネイ・ダルサラーム国・セリア）
  - 第75工兵連隊（英語版）（チェシャー・ウォリントン：ペニンシュラ兵営（英語版））
  - 第154兵站連隊（英語版）（ファイフ・ダンファームリン）
  - 第102電子・機械技術大隊（ダラム・ニュートン・エイクリフ（英語版））
- 第7軽機械化旅団戦闘団（英語版）（ラトランド・コッツモア（英語版）：ケンドリュー兵営（英語版））
  - ロイヤル・スコッツ・ドラグーン・ガーズ（英語版）（ファイフ・ルーカーズ（英語版）：ルーカーズ基地（英語版））
  - スコッツ・ガーズ第1大隊（ノース・ヨークシャー・リッチモンド：キャタリック駐屯地）
  - ロイヤル・スコットランド連隊第4大隊（ノース・ヨークシャー・リッチモンド：キャタリック駐屯地）
  - ロイヤル・アングリアン連隊第2大隊（ラトランド・コッツモア：ケンドリュー兵営）
  - ザ・ライフルズ第1大隊（グロスタシャー・ビーチリー（英語版）：ビーチリー兵営（英語版））
  - 王立第4砲兵連隊（英語版）（ノース・ヨークシャー・トップクリフ（英語版）：アランブルック兵営（英語版））
  - 第32工兵連隊（英語版）（ノース・ヨークシャー・リッチモンド：キャタリック駐屯地）
  - 第6兵站連隊（英語版）（ノース・ヨークシャー・ディッシュフォース：ディッシュフォース飛行場（英語版））
  - 第1近接支援大隊（英語版）（ノース・ヨークシャー・リッチモンド：キャタリック駐屯地）
- 第11治安部隊支援旅団（英語版）（ハンプシャー・オールダーショット：オールダーショット駐屯地（英語版））
  - アイリッシュ・ガーズ第1大隊（英語版）（ハンプシャー・オールダーショット：オールダーショット駐屯地）
  - ロイヤル・スコットランド連隊第3大隊（ハイランド・アーダージャー（英語版）：フォート・ジョージ（英語版））
  - ロイヤル・アングリアン連隊第1大隊（ラトランド・コッツモア：ケンドリュー兵営）
  - プリンセス・オブ・ウェールズ・ロイヤル連隊第4大隊（英語版）（サリー・レッドヒル（英語版））
  - アウトリーチ・グループ（バークシャー・ハーミテージ（英語版）：デニソン兵営（英語版））
- 第19旅団（英語版）（ノース・ヨークシャー・ヨーク：インパール兵営）
  - スコティッシュ・ノースアイリッシュ・ヨーマンリー（英語版）（エディンバラ：レッドフォード兵営（英語版））
  - クイーンズ・オウン・ヨーマンリー（英語版）（タイン・アンド・ウィア・ニューカッスル・アポン・タイン：フェナム兵営（英語版））
  - ロイヤル・アングリアン連隊第3大隊（サフォーク・ベリー・セント・エドマンズ（英語版））
  - ロイヤル・スコットランド連隊第7大隊（パース・アンド・キンロス・パース：クイーンズ兵営（英語版））
  - デューク・オブ・ランカスターズ連隊第4大隊（英語版）（ランカシャー・プレストン：フルウッド兵営（英語版））
  - ヨークシャー連隊第4大隊（英語版）（ノース・ヨークシャー・ヨーク：ウォースリー兵営）
  - ザ・ライフルズ第8大隊（ダラム・ビショップ・オークランド（英語版））
  - ロイヤル・アイリシュ連隊第2大隊（英語版）（アントリム県・リスバーン：ティプヴァル兵営）
- 第8工兵旅団（英語版）（ハンプシャー・ミンリー：ジブラルタル兵営（英語版））
  - 第28工兵連隊（英語版）（サフォーク・ウッドブリッジ (サフォーク州)（英語版）：ロック兵営（英語版））
  - 第33工兵連隊（英語版）（エセックス・デブドン（英語版）： カーバー兵営（英語版））
  - 第35工兵連隊（英語版）（エセックス・デブドン：カーバー兵営）
  - 第36工兵連隊（英語版）（ケント・メードストン：インヴィクタ・パーク兵営（英語版））
  - 第39工兵連隊（英語版）（マレー・キンロス（英語版）：キンロス兵営（英語版）
  - 第71工兵連隊（英語版）（ファイフ・ルーカーズ：ルーカーズ基地）
  - 第101工兵連隊（英語版）（ロンドン・キャットフォード（英語版））
  - 第11爆発物処理捜索連隊（英語版）（オックスフォードシャー・ディドコット：ボクスホール兵営（英語版））
  - 第1軍用犬連隊（英語版）（ラトランド・ノース・ラフェナム（英語版）：セント・ジョージズ兵営（英語版））
  - 第20作業グループ（ケンブリッジシャー・ウィッタリング（英語版）：ウィッタリング空軍基地（英語版））
  - 第62作業グループ（ノッティンガムシャー・チルウェル（英語版）：チェットウィンド兵営（英語版））
  - 第63作業グループ（ノッティンガムシャー・チルウェル：チェットウィンド兵営）
  - 第65作業グループ（ノッティンガムシャー・チルウェル：チェットウィンド兵営）
  - 第66作業グループ（ノッティンガムシャー・チルウェル：チェットウィンド兵営）
- 第102作戦維持旅団（英語版）（リンカンシャー・グランサム：プリンス・ウィリアム・オブ・グロスター兵営（英語版））
  - 第7兵站連隊（英語版）（ラトランド・コッツモア：ケンドリュー兵営）
  - 第150兵站連隊（英語版）（キングストン・アポン・ハル：ロンデスボロー兵営（英語版））
  - 第158兵站連隊（英語版）（ピーターバラ）
  - 第159兵站連隊（英語版）（ウェスト・ミッドランズ・コヴェントリー）
  - 第2近接支援大隊（英語版）（ファイフ・ルーカーズ：ルーカーズ基地）
  - 第101部隊支援大隊（サマセット・ケインシャム（英語版））